# Bellevalia assadii
Bellevalia assadii är en sparrisväxtart som beskrevs av Per Erland Berg Wendelbo. Bellevalia assadii ingår i släktet Bellevalia och familjen sparrisväxter. Inga underarter finns listade i Catalogue of Life.